# Convocazioni al campionato mondiale maschile di pallacanestro 2014

## Gruppo A

### Brasile
Convocazioni:
| Num. | Giocatore            | Ruolo | Data di nascita   | Altezza | Club d'appartenenza al 30 agosto 2014 |
| ---- | -------------------- | ----- | ----------------- | ------- | ------------------------------------- |
| 4    | Marcelinho           | SG    | 12 aprile 1975    | 2,00 m  | Flamengo                              |
| 5    | Raulzinho            | SG    | 19 maggio 1992    | 1.85 m  | Murcia                                |
| 6    | Rafael Hettsheimeir  | PF    | 16 giugno 1986    | 2,08 m  | Bauru                                 |
| 7    | Larry Taylor         | PG    | 3 ottobre 1980    | 1,84 m  | Bauru                                 |
| 8    | Alex Garcia          | SG    | 4 marzo 1980      | 1,92 m  | Bauru                                 |
| 9    | Marcelinho Huertas   | PG    | 25 maggio 1983    | 1,90 m  | Barcellona                            |
| 10   | Leandrinho           | SG    | 28 novembre 1982  | 1,94 m  | Golden State Warriors                 |
| 11   | Anderson Varejão     | C     | 28 settembre 1982 | 2,11 m  | Cleveland Cavaliers                   |
| 12   | Guilherme Giovannoni | PF    | 2 giugno 1980     | 1,92 m  | UniCEUB Brasília                      |
| 13   | Nenê                 | PF    | 13 settembre 1982 | 2,11 m  | Washington Wizards                    |
| 14   | Marquinhos           | SF    | 31 maggio 1984    | 2,07 m  | Flamengo                              |
| 15   | Tiago Splitter       | C     | 1º gennaio 1985   | 2,11 m  | San Antonio Spurs                     |

Allenatore  Rubén Magnano

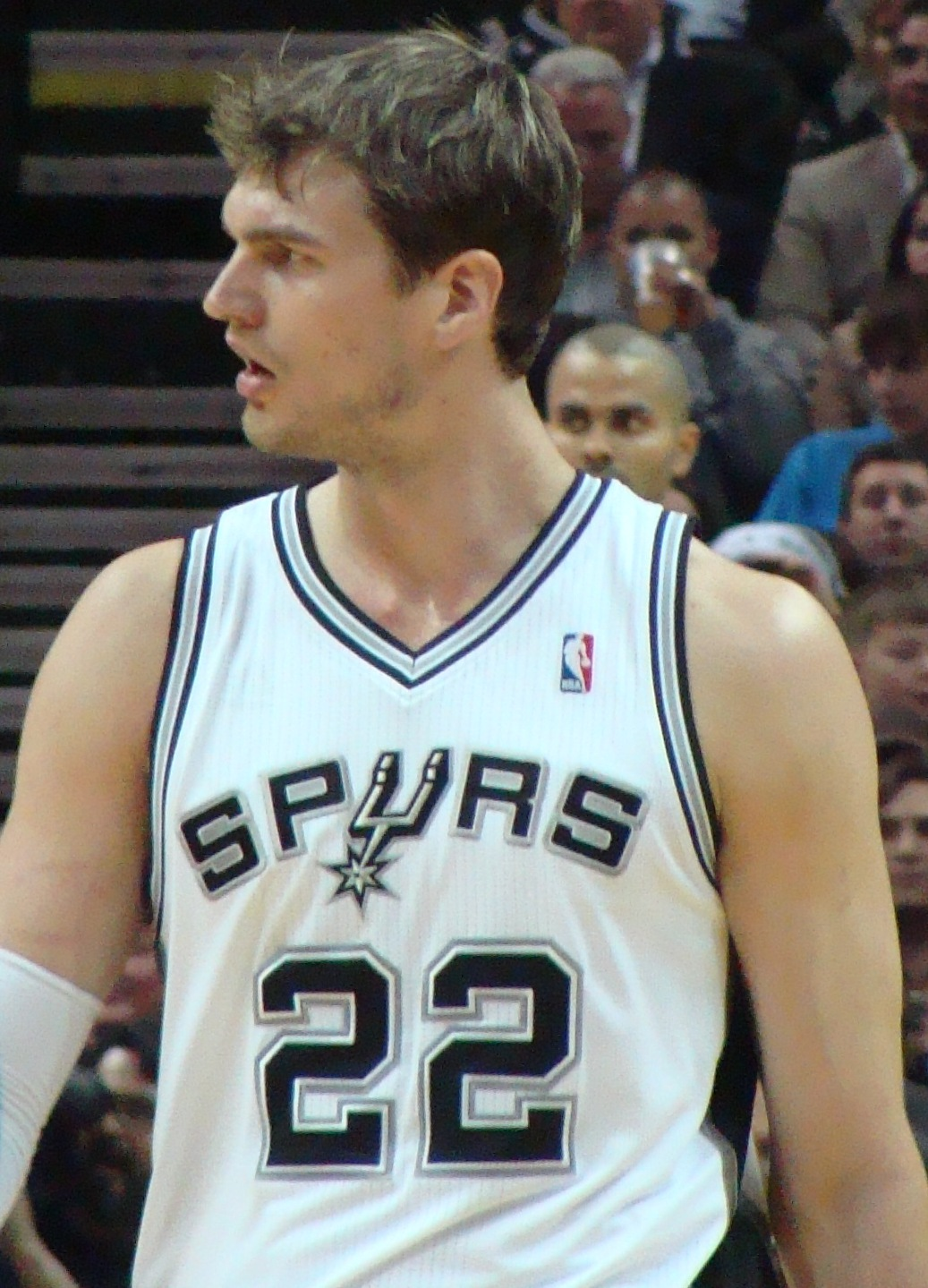
Tiago Splitter

Assistenti  Demétrius Conrado Ferraciú,  José Alves Neto

### Egitto
Convocazioni:
| Num. | Giocatore          | Ruolo | Data di nascita  | Altezza | Club d'appartenenza al 30 agosto 2014 |
| ---- | ------------------ | ----- | ---------------- | ------- | ------------------------------------- |
| 4    | Seif Samir         | AG    | 5 giugno 1993    | 2,03 m  | Al Ahly                               |
| 5    | Amr el-Gendi       | AP    | 14 giugno 1991   | 1,93 m  | Gezira SC                             |
| 6    | Haytham Kamal      | C     | 17 novembre 1987 | 2,07 m  | Al-Ittihad Alessandria                |
| 7    | Wael Badr          | P     | 1º dicembre 1978 | 1,92 m  | Sporting Alessandria                  |
| 8    | Moamen Abouelanin  | AP    | 25 giugno 1986   | 1,94 m  | Al-Ittihad Alessandria                |
| 9    | Ibrahim el-Gammal  | G     | 23 marzo 1988    | 1,91 m  | Al Ahly                               |
| 10   | Mouhanad el-Sabagh | P     | 23 aprile 1988   | 1,86 m  | Al-Ittihad Alessandria                |
| 11   | Sherif Genedy      | G     | 3 aprile 1979    | 1,88 m  | Gezira SC                             |
| 12   | Youssef Shousha    | AP    | 9 giugno 1993    | 1,90 m  | Sporting Alessandria                  |
| 13   | Moustafa Kejo      | G     | 22 ottobre 1994  | 2,04 m  | El-Zamalek                            |
| 14   | Rami Ibrahim       | AG    | 6 febbraio 1988  | 2,04 m  | Al-Ittihad Alessandria                |
| 15   | Ashraf Rabie       | AG    | 16 gennaio 1983  | 2,05 m  | Al-Ittihad Alessandria                |

Allenatore  Amr Aboul Kheir
Assistenti

### Spagna

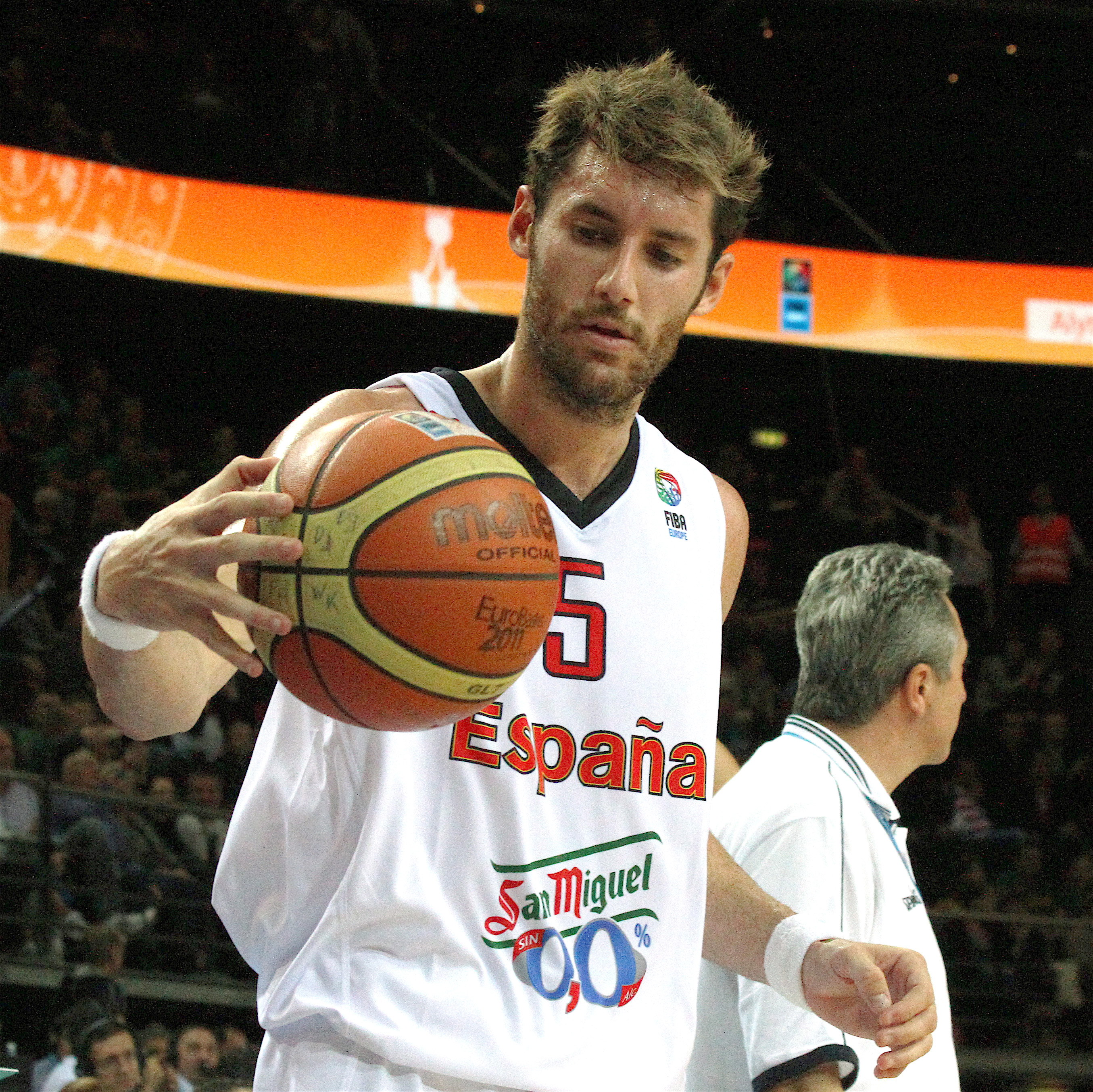
Rudy Fernández

Convocazioni:
| Num. | Giocatore           | Ruolo | Data di nascita   | Altezza | Club d'appartenenza al 30 agosto 2014 |
| ---- | ------------------- | ----- | ----------------- | ------- | ------------------------------------- |
| 4    | Pau Gasol           | A/C   | 6 luglio 1980     | 2,13 m  | Chicago Bulls                         |
| 5    | Rudy Fernández      | A     | 4 aprile 1985     | 1,98 m  | Real Madrid                           |
| 6    | Sergio Rodríguez    | P     | 12 giugno 1986    | 1,92 m  | Real Madrid                           |
| 7    | Juan Carlos Navarro | G     | 13 giugno 1980    | 1,92 m  | Barcellona                            |
| 8    | José Calderón       | P     | 28 settembre 1981 | 1,92 m  | New York Knicks                       |
| 9    | Felipe Reyes        | A     | 16 marzo 1980     | 2,04 m  | Real Madrid                           |
| 10   | Víctor Claver       | AG    | 30 agosto 1988    | 2,07 m  | Portland Trail Blazers                |
| 11   | Ricky Rubio         | P     | 21 ottobre 1990   | 1,93 m  | Minnesota Timberwolves                |
| 12   | Sergio Llull        | P     | 15 novembre 1987  | 1,88 m  | Real Madrid                           |
| 13   | Marc Gasol          | C     | 29 gennaio 1985   | 2,16 m  | Memphis Grizzlies                     |
| 14   | Serge Ibaka         | A/C   | 18 settembre 1989 | 2,08 m  | Oklahoma City Thunder                 |
| 15   | Álex Abrines        | G     | 1º agosto 1993    | 1,98 m  | Barcellona                            |

Allenatore  Juan Antonio Orenga
Assistant :  Joaquim Costa,  Jenaro Díaz,  Sito Alonso

### Francia

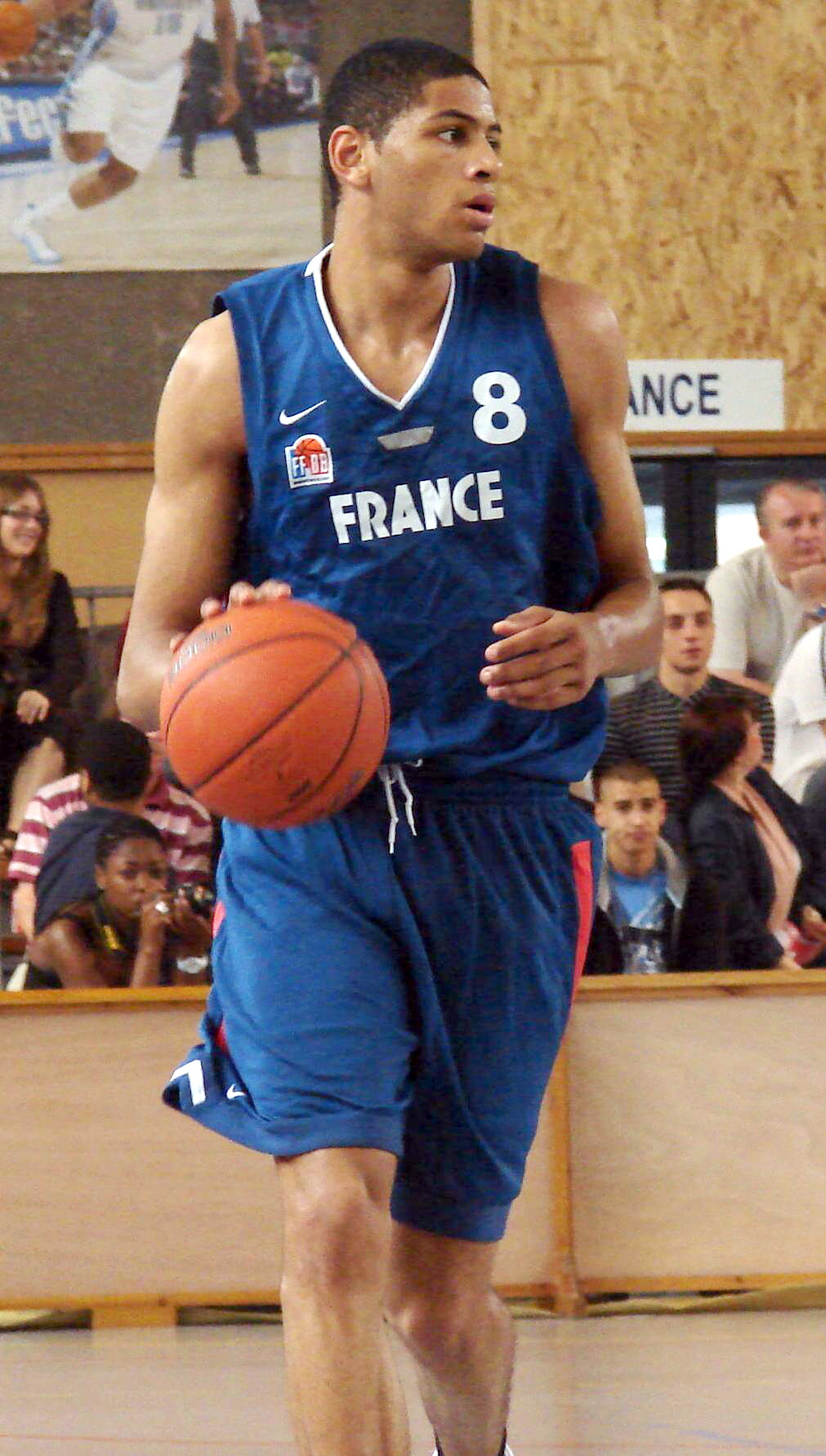
Nicolas Batum

Convocazioni:
| Num. | Giocatore         | Ruolo | Data di nascita   | Altezza | Club d'appartenenza al 30 agosto 2014 |
| ---- | ----------------- | ----- | ----------------- | ------- | ------------------------------------- |
| 4    | Thomas Heurtel    | P     | 10 aprile 1989    | 1,88 m  | Laboral Kutxa Vitoria                 |
| 5    | Nicolas Batum     | AP    | 14 dicembre 1988  | 2,03 m  | Portland Trail Blazers                |
| 6    | Antoine Diot      | G     | 17 gennaio 1989   | 1,93 m  | Strasburgo                            |
| 7    | Joffrey Lauvergne | A     | 30 settembre 1991 | 2,11 m  | Chimki                                |
| 8    | Charles Kahudi    | AP    | 19 luglio 1986    | 1,99 m  | Le Mans                               |
| 9    | Edwin Jackson     | G     | 18 settembre 1989 | 1,88 m  | ASVEL Lyon-Villeurbanne               |
| 10   | Evan Fournier     | AP    | 29 ottobre 1992   | 1,98 m  | Orlando Magic                         |
| 11   | Florent Piétrus   | AG    | 19 gennaio 1981   | 1,99 m  | SLUC Nancy                            |
| 13   | Boris Diaw        | AG    | 16 aprile 1982    | 2,03 m  | San Antonio Spurs                     |
| 14   | Kim Tillie        | AG    | 15 luglio 1988    | 2,11 m  | Laboral Kutxa Vitoria                 |
| 15   | Mickaël Gelabale  | AP    | 22 maggio 1983    | 2,01 m  | free agent                            |
| 16   | Rudy Gobert       | C     | 26 giugno 1992    | 2,18 m  | Utah Jazz                             |

Allenatore  Vincent Collet
Assistenti  Jacques Commères,  Ruddy Nelhomme

### Iran

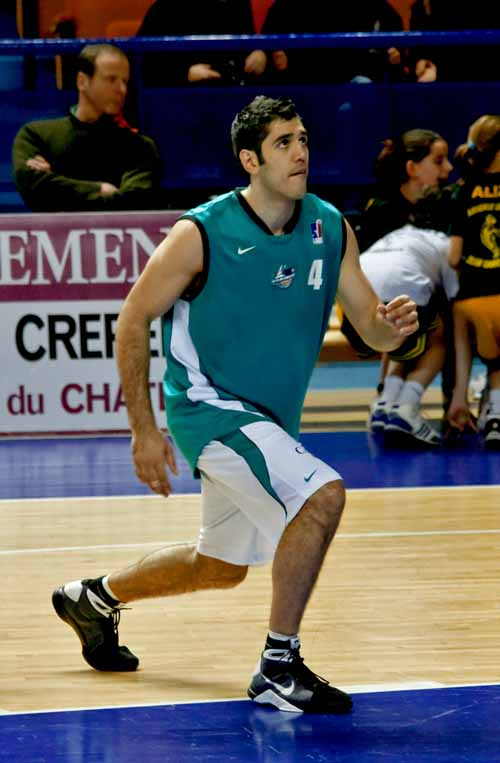
Samad Nikkhah Bahrami

Convocazioni:
| Num. | Giocatore             | Ruolo | Data di nascita  | Altezza | Club d'appartenenza al 30 agosto 2014 |
| ---- | --------------------- | ----- | ---------------- | ------- | ------------------------------------- |
| 4    | Rouzbeh Arghavan      | C     | 18 maggio 1988   | 2,10 m  | Zob Ahan Esfahan                      |
| 5    | Sajjad Mashayekhi     | P     | 5 marzo 1994     | 1,78 m  | Mahram Tehran                         |
| 6    | Behnam Yakhchali      | G     | 12 luglio 1995   | 1,91 m  | Petrochimi Bandar Imam                |
| 7    | Mehdi Kamrani         | P     | 1 giugno 1982    | 1,82 m  | Petrochimi Bandar Imam                |
| 8    | Arsalan Kazemi        | A     | 22 aprile 1990   | 2,01 m  | Petrochimi Bandar Imam                |
| 9    | Arman Zangeneh        | A     | 15 giugno 1993   | 2,01 m  | Mahram Tehran                         |
| 10   | Hamed Afagh           | G     | 1º febbraio 1993 | 1,92 m  | Petrochimi Bandar Imam                |
| 11   | Oshin Sahakian        | AG    | 21 marzo 1986    | 2,02 m  | Mahram Tehran                         |
| 12   | Asghar Kardoust       | C     | 21 marzo 1986    | 2,10 m  | Kazma                                 |
| 13   | Mohammad Jamshidi     | AP    | 30 luglio 1991   | 1,95 m  | Azad University                       |
| 14   | Samad Nikkhah Bahrami | AP    | 11 maggio 1983   | 1,98 m  | Mahram Tehran                         |
| 15   | Hamed Haddadi         | C     | 19 maggio 1985   | 2,18 m  | Mahram Tehran                         |

Allenatore  Mehmed Bečirovič
Assistenti  Mehran Shahintab,  Safa Ali Kamalian

### Serbia

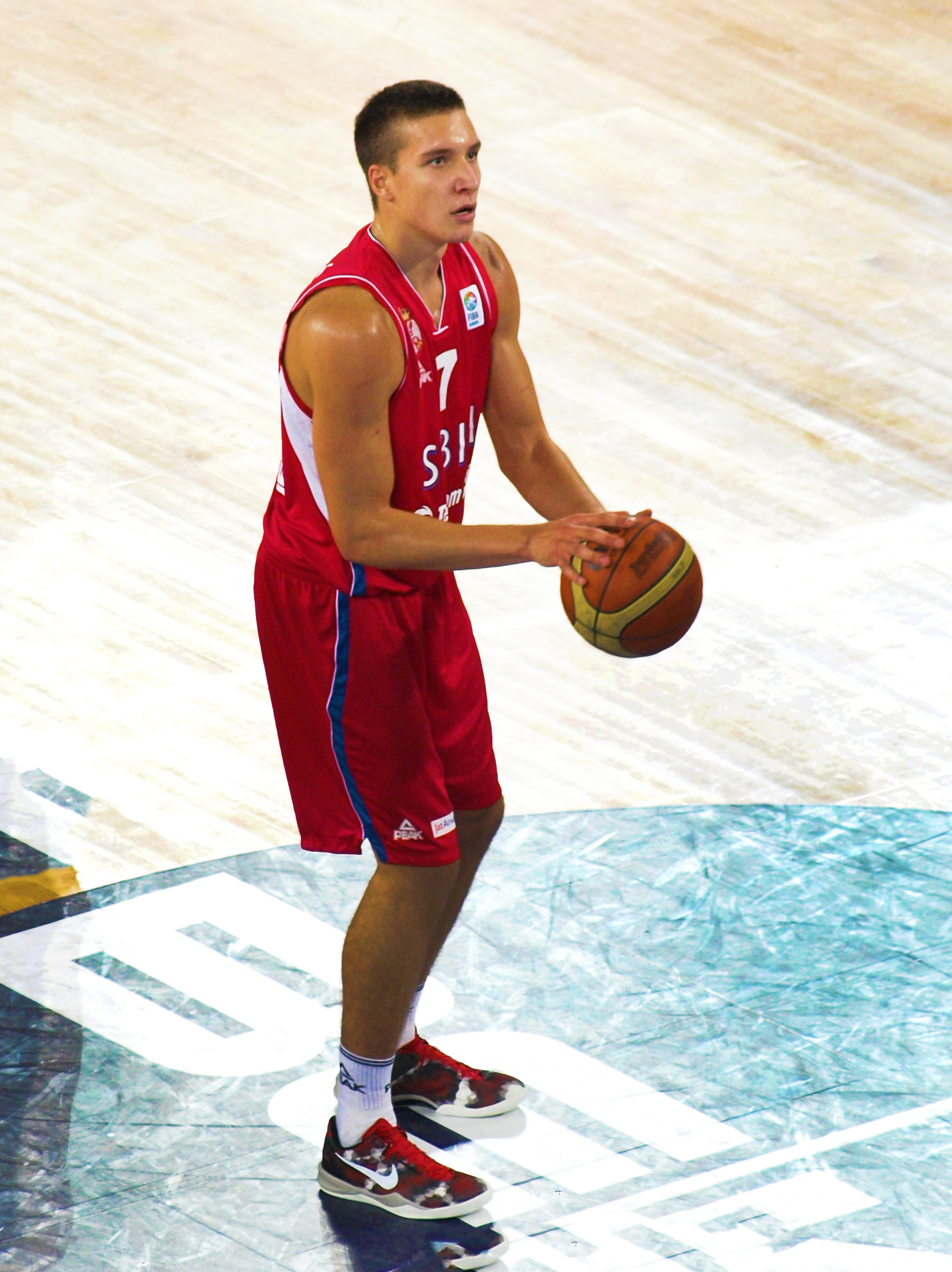
Bogdan Bogdanovic

Convocazioni:
| Num. | Giocatore          | Ruolo | Data di nascita  | Altezza | Club d'appartenenza al 30 agosto 2014 |
| ---- | ------------------ | ----- | ---------------- | ------- | ------------------------------------- |
| 4    | Miloš Teodosić     | P     | 19 marzo 1987    | 1,95 m  | CSKA Mosca                            |
| 5    | Marko Simonović    | AP    | 30 maggio 1986   | 2,03 m  | Pau-Lacq-Orthez                       |
| 6    | Stefan Jović       | G     | 3 novembre 1990  | 1,96 m  | Radnički Kragujevac                   |
| 7    | Bogdan Bogdanović  | G     | 18 agosto 1992   | 1,97 m  | Fenerbahçe Ülker                      |
| 8    | Nemanja Bjelica    | AP    | 9 maggio 1988    | 2,09 m  | Fenerbahçe Ülker                      |
| 9    | Stefan Marković    | P     | 25 aprile 1988   | 1,91 m  | Unicaja Málaga                        |
| 10   | Nikola Kalinić     | A     | 8 novembre 1991  | 2,02 m  | Stella Rossa Belgrado                 |
| 11   | Stefan Birčević    | AG    | 13 dicembre 1989 | 2,10 m  | Estudiantes Madrid                    |
| 12   | Nenad Krstić       | C     | 25 luglio 1983   | 2,12 m  | Anadolu Efes                          |
| 13   | Miroslav Raduljica | C     | 5 gennaio 1988   | 2,13 m  | free agent                            |
| 14   | Raško Katić        | C     | 8 dicembre 1980  | 2,08 m  | free agent                            |
| 15   | Vladimir Štimac    | C     | 25 agosto 1987   | 2,11 m  | Bayern Monaco                         |

Allenatore  Aleksandar Đorđević
Assistenti  Jovica Antonić,  Miroslav Nikolić

## Gruppo B

### Argentina

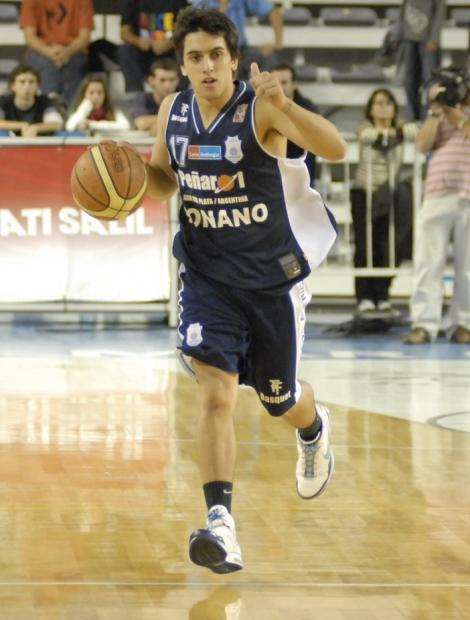
Facundo Campazzo

Convocazioni:
| Num. | Giocatore            | Ruolo | Data di nascita  | Altezza | Club d'appartenenza al 30 agosto 2014 |
| ---- | -------------------- | ----- | ---------------- | ------- | ------------------------------------- |
| 4    | Luis Scola           | AG    | 30 aprile 1980   | 2,06 m  | Indiana Pacers                        |
| 5    | Tayavek Gallizzi     | C     | 8 febbraio 1993  | 2,05 m  | Quilmes de Mar del Plata              |
| 6    | Marcos Mata          | A     | 1º agosto 1986   | 2,01 m  | Franca                                |
| 7    | Facundo Campazzo     | G     | 23 marzo 1991    | 1,81 m  | Real Madrid                           |
| 8    | Pablo Prigioni       | G     | 17 maggio 1977   | 1,90 m  | New York Knicks                       |
| 9    | Nicolás Laprovíttola | P     | 31 gennaio 1990  | 1,85 m  | Flamengo                              |
| 10   | Leonardo Gutiérrez   | AG    | 16 maggio 1978   | 2,00 m  | Peñarol Mar del Plata                 |
| 11   | Marcos Delía         | C     | 8 aprile 1992    | 2,09 m  | Obras Sanitarias                      |
| 12   | Wálter Herrmann      | AP    | 26 giugno 1979   | 2,06 m  | Flamengo                              |
| 13   | Andrés Nocioni       | A     | 30 novembre 1979 | 2,01 m  | Real Madrid                           |
| 14   | Matías Bortolín      | AG    | 11 aprile 1993   | 2,07 m  | Atenas de Córdoba                     |
| 15   | Selem Safar          | G     | 6 maggio 1987    | 1,90 m  | Obras Sanitarias                      |

Allenatore  Julio Lamas
Assistenti  Nicolas Casalánguida,  Gonzalo García

### Croazia

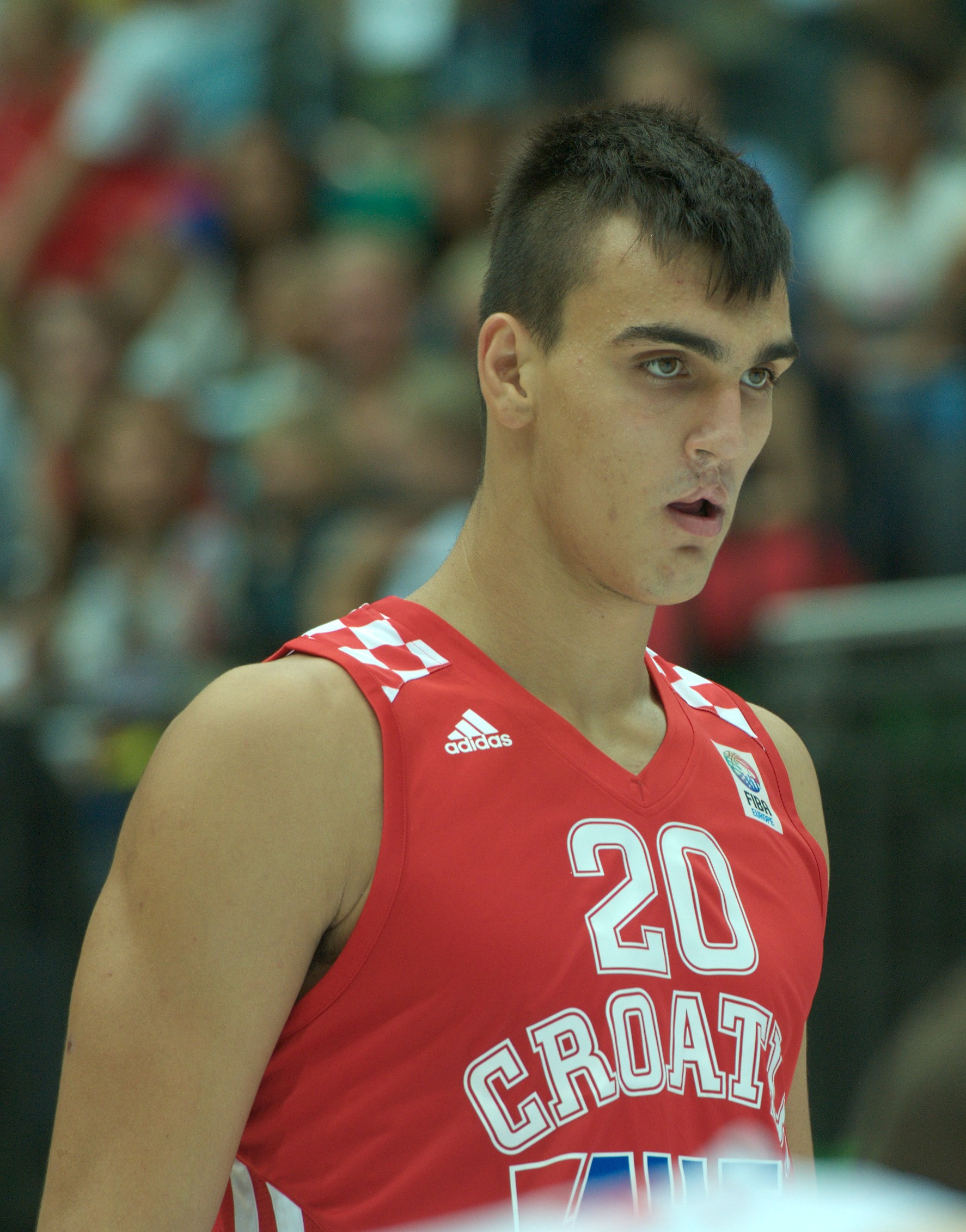
Dario Šarić

Convocazioni:
| Num. | Giocatore        | Ruolo | Data di nascita   | Altezza | Club d'appartenenza al 30 agosto 2014 |
| ---- | ---------------- | ----- | ----------------- | ------- | ------------------------------------- |
| 4    | Ante Tomić       | C     | 17 febbraio 1987  | 2,17 m  | Barcellona                            |
| 5    | Lukša Andrić     | C     | 29 gennaio 1985   | 2,10 m  | Astana                                |
| 6    | Oliver Lafayette | P     | 6 maggio 1984     | 1,88 m  | Olympiakos                            |
| 7    | Bojan Bogdanović | G     | 18 aprile 1989    | 2,00 m  | Brooklyn Nets                         |
| 8    | Dario Šarić      | AG    | 8 aprile 1994     | 2,08 m  | Anadolu Efes                          |
| 9    | Damjan Rudež     | A     | 17 giugno 1986    | 2,08 m  | Indiana Pacers                        |
| 10   | Roko Ukić        | P     | 5 dicembre 1984   | 1,83 m  | Cedevita Zagabria                     |
| 11   | Krunoslav Simon  | G     | 24 giugno 1985    | 1,96 m  | Lokomotiv Kouban                      |
| 12   | Damir Markota    | C     | 26 dicembre 1985  | 2,09 m  | Bilbao Basket                         |
| 13   | Mario Hezonja    | A     | 25 febbraio 1995  | 2,02 m  | Barcellona                            |
| 14   | Luka Žorić       | C     | 5 novembre 1984   | 2,11 m  | Fenerbahçe Ülker                      |
| 15   | Luka Babić       | AP    | 29 settembre 1991 | 2,00 m  | Cedevita Zagabria                     |

Allenatore  Jasmin Repeša
Assistenti  Slaven Rimac,  Žan Tabak

### Grecia
Convocazioni:
| Num. | Giocatore             | Ruolo | Data di nascita  | Altezza | Club d'appartenenza al 30 agosto 2014 |
| ---- | --------------------- | ----- | ---------------- | ------- | ------------------------------------- |
| 4    | Vaggelīs Mantzarīs    | P     | 16 aprile 1990   | 1,96 m  | Olympiakos                            |
| 5    | Iōannīs Mpourousīs    | C     | 17 novembre 1983 | 2,15 m  | Real Madrid                           |
| 6    | Nikos Zīsīs           | G     | 16 agosto 1983   | 1,95 m  | UNICS Kazan'                          |
| 7    | Kōstas Vasileiadīs    | G     | 15 marzo 1984    | 2,00 m  | Unicaja Málaga                        |
| 8    | Nick Calathes         | P     | 7 febbraio 1989  | 1,98 m  | Memphis Grizzlies                     |
| 9    | Andreas Glyniadakīs   | C     | 26 agosto 1981   | 2,14 m  | APOEL Nicosia                         |
| 10   | Kōstas Papanikolaou   | AP    | 31 luglio 1990   | 2,03 m  | Houston Rockets                       |
| 11   | Kōstas Sloukas        | P     | 15 gennaio 1990  | 1,92 m  | Olympiakos                            |
| 12   | Kōstas Kaimakoglou    | AG    | 15 marzo 1983    | 2,05 m  | UNICS Kazan'                          |
| 13   | Giannīs Antetokounmpo | AP    | 6 dicembre 1994  | 2,11 m  | Milwaukee Bucks                       |
| 14   | Ian Vougioukas        | C     | 31 maggio 1985   | 2,13 m  | UNICS Kazan'                          |
| 15   | Giōrgos Printezīs     | AG    | 22 febbraio 1985 | 2,06 m  | Olympiakos                            |

Allenatore  Fōtīs Katsikarīs

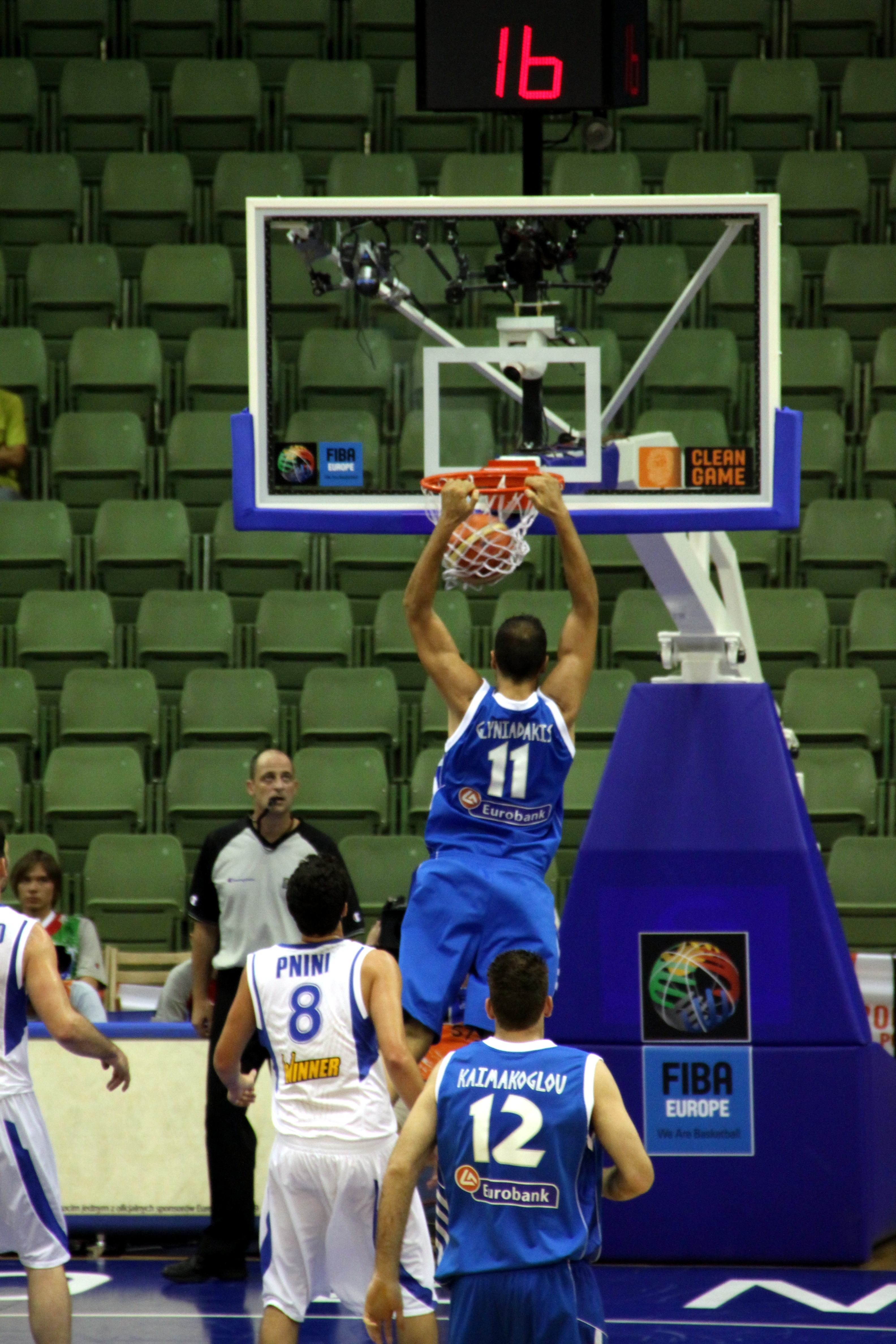
Andreas Glyniadakīs

Assistenti  Dīmītrīs Priftīs,  Athanasios Skourtopoulos

### Filippine

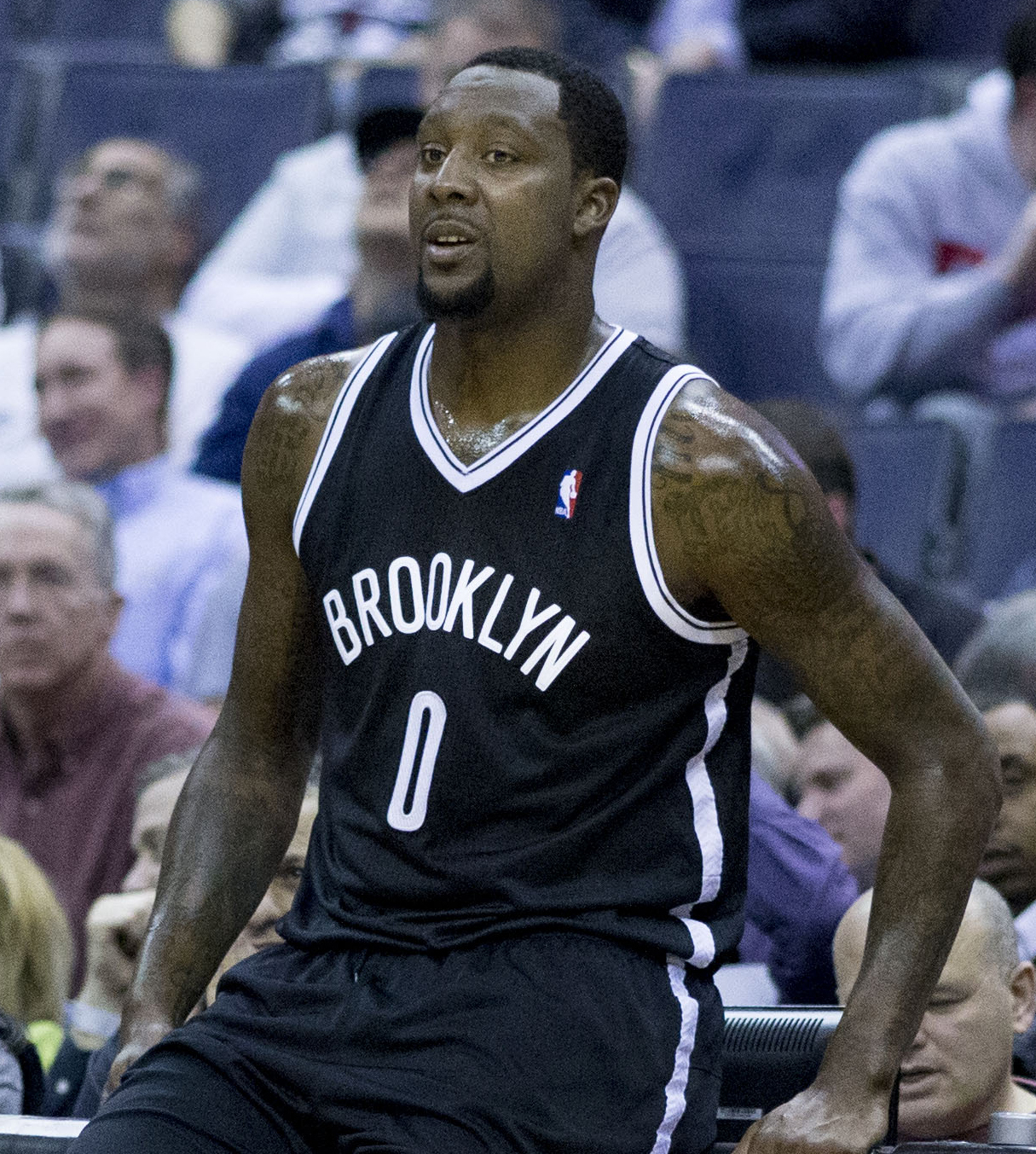
Andray Blatche

Convocazioni:
| Num. | Giocatore         | Ruolo | Data di nascita  | Altezza | Club d'appartenenza al 30 agosto 2014 |
| ---- | ----------------- | ----- | ---------------- | ------- | ------------------------------------- |
| 4    | Jimmy Alapag      | P     | 30 dicembre 1977 | 1,77 m  | Talk 'N Text Tropang Texters          |
| 5    | L.A. Tenorio      | P     | 9 luglio 1984    | 1,70 m  | Barangay Ginebra San Miguel           |
| 6    | Jeff Chan         | G     | 11 febbraio 1983 | 1,87 m  | Rain or Shine Elasto Painters         |
| 7    | Jayson Castro     | P     | 30 giugno 1986   | 1,77 m  | Talk 'N Text Tropang Texters          |
| 8    | Gary David        | G     | 13 luglio 1978   | 1,85 m  | Meralco Bolts                         |
| 9    | Ranidel de Ocampo | AG    | 8 dicembre 1981  | 1,98 m  | Talk 'N Text Tropang Texters          |
| 10   | Gabe Norwood      | AP    | 9 febbraio 1985  | 1,98 m  | Rain or Shine Elasto Painters         |
| 11   | Andray Blatche    | C     | 22 agosto 1986   | 2,10 m  | free agent                            |
| 12   | June Mar Fajardo  | C     | 17 novembre 1989 | 2,08 m  | San Miguel Beermen                    |
| 13   | Paul Lee          | G     | 14 febbraio 1989 | 1,82 m  | Rain or Shine Elasto Painters         |
| 14   | Japeth Aguilar    | AG    | 25 gennaio 1987  | 2,05 m  | Barangay Ginebra San Miguel           |
| 15   | Marc Pingris      | AG    | 16 ottobre 1981  | 1,98 m  | San Mig Super Coffee Mixers           |

Allenatore  Chot Reyes
Assistenti  Jong Uichico,  Norman Black,  Josh Reyes

### Porto Rico

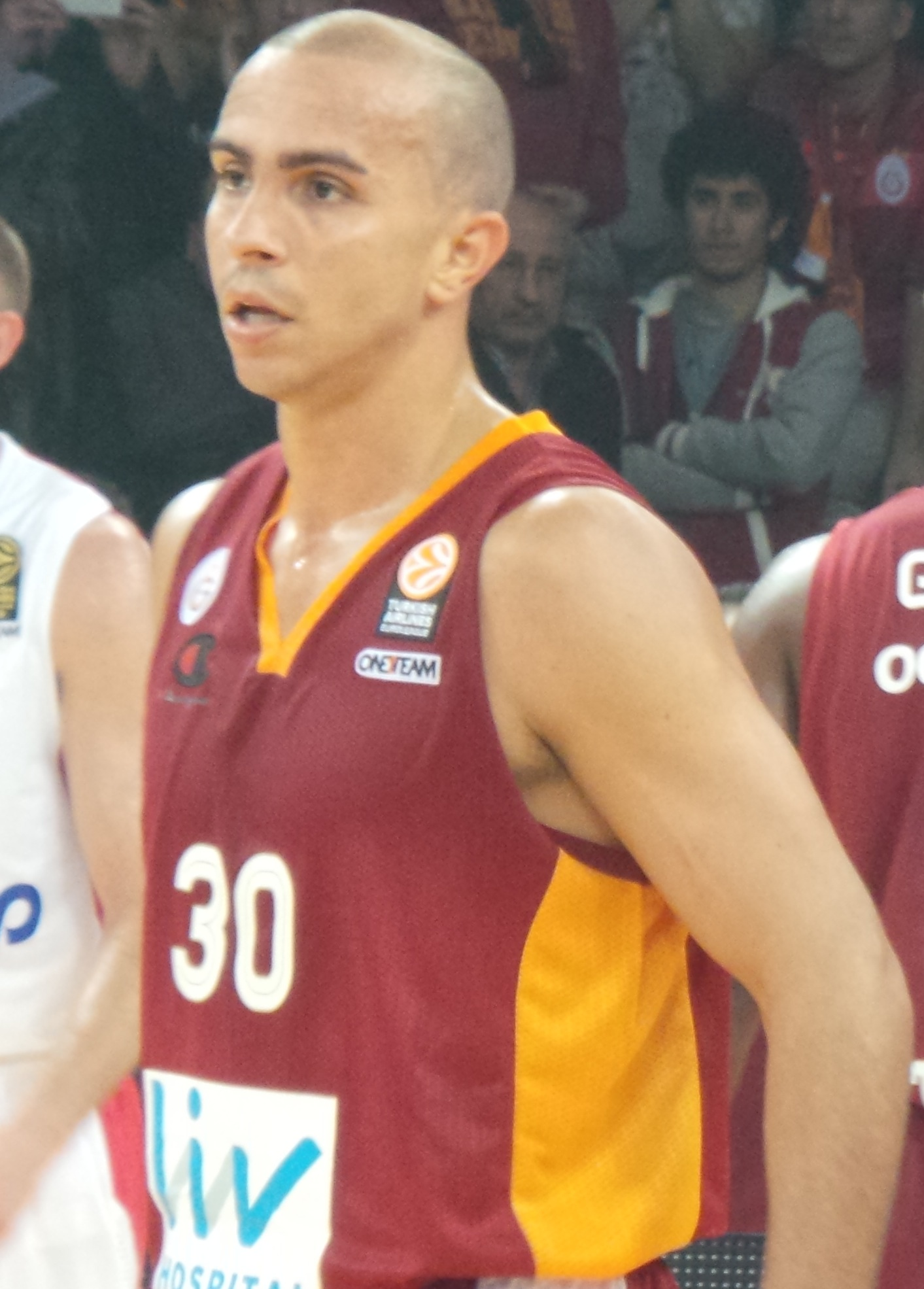
Carlos Arroyo

Convocazioni:
| Num. | Giocatore             | Ruolo | Data di nascita  | Altezza | Club d'appartenenza al 30 agosto 2014 |
| ---- | --------------------- | ----- | ---------------- | ------- | ------------------------------------- |
| 4    | Ramón Clemente        | AG    | 11 dicembre 1985 | 1,98 m  | Indios de Mayagüez                    |
| 5    | José Barea            | P     | 26 giugno 1984   | 1,80 m  | Minnesota Timberwolves                |
| 6    | Alex Franklin         | AP    | 11 luglio 1988   | 1,98 m  | Indios de Mayagüez                    |
| 7    | Carlos Arroyo         | P     | 30 luglio 1979   | 1,88 m  | Galatasaray                           |
| 8    | Ángel Daniel Vassallo | AP    | 2 aprile 1986    | 1,98 m  | Leones de Ponce                       |
| 9    | Carlos Rivera         | G     | 5 febbraio 1983  | 1,88 m  | Leones de Ponce                       |
| 10   | Jorge Brian Díaz      | C     | 13 novembre 1989 | 2,11 m  | Piratas de Quebradillas               |
| 11   | Ricky Sánchez         | AG    | 6 luglio 1987    | 2,11 m  | Cangrejeros de Santurce               |
| 12   | David Huertas         | G     | 2 giugno 1987    | 1,95 m  | Piratas de Quebradillas               |
| 13   | Renaldo Balkman       | A     | 14 luglio 1984   | 2,00 m  | Capitanes de Arecibo                  |
| 14   | Álex Galindo          | AG    | 6 maggio 1985    | 2,00 m  | Cangrejeros de Santurce               |
| 15   | Daniel Santiago       | C     | 24 giugno 1976   | 2,13 m  | Cangrejeros de Santurce               |

Allenatore  Paco Olmos
Assistenti  Carlos Morales Matos,  Carlos Calcano

### Senegal

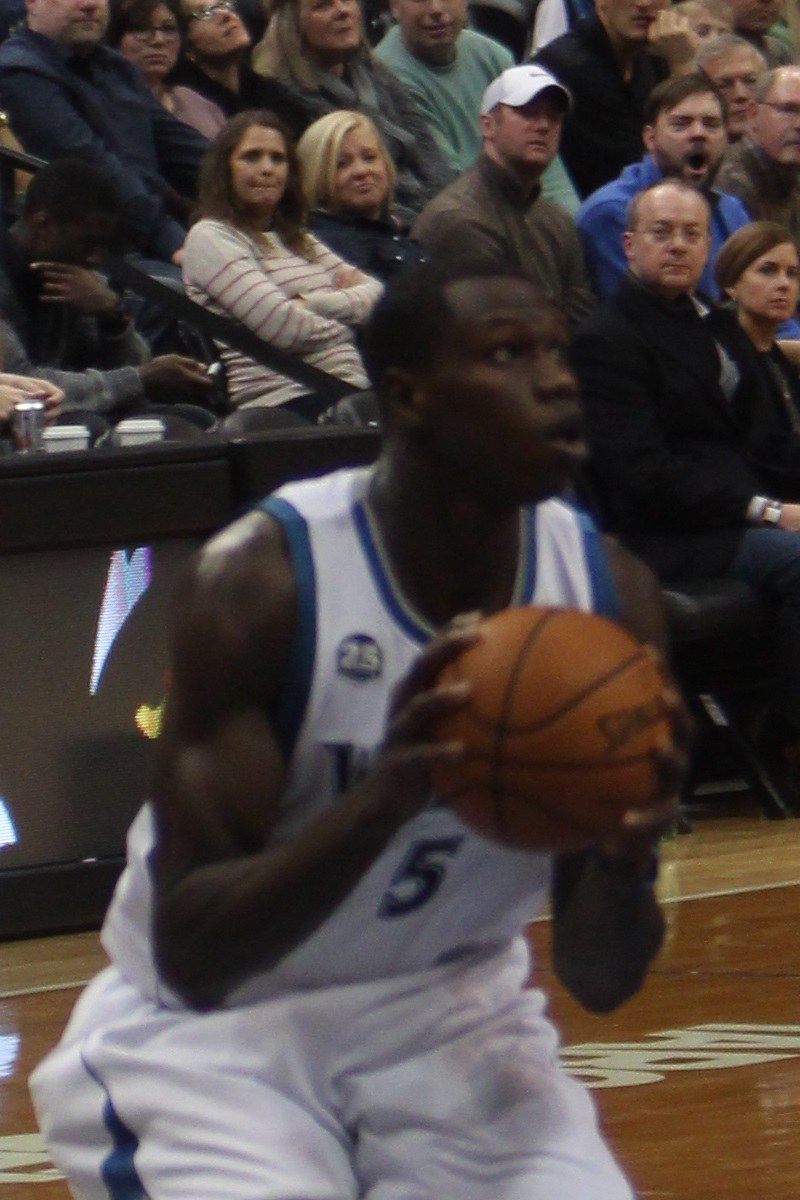
Gorgui Dieng

Convocazioni:
| Num. | Giocatore       | Ruolo | Data di nascita   | Altezza | Club d'appartenenza al 30 agosto 2014 |
| ---- | --------------- | ----- | ----------------- | ------- | ------------------------------------- |
| 4    | Thierno Niang   | G     | 8 marzo 1990      | 1,85 m  | University of Wisconsin-Milwaukee     |
| 5    | Xane d'Almeida  | P     | 21 gennaio 1983   | 1,83 m  | Tarbes-Lourdes                        |
| 6    | Ibrahima Thomas | AG    | 7 febbraio 1987   | 2,11 m  | Azad University                       |
| 7    | Mamadou N'Doye  | P     | 6 ottobre 1979    | 1,91 m  | Gaston Berger University              |
| 8    | Mohamed Diop    | AP    | 14 maggio 1981    | 1,98 m  | Gaston Berger University              |
| 9    | Maleye N'Doye   | AP    | 19 agosto 1980    | 2,03 m  | Paris-Levallois                       |
| 10   | Djibril Thiam   | A     | 6 luglio 1986     | 2,06 m  | Toyama Grouses                        |
| 11   | Mouhammad Faye  | AG    | 14 settembre 1985 | 2,06 m  | Rethymno                              |
| 12   | Maurice Ndour   | A     | 18 giugno 1992    | 2,06 m  | Ohio University                       |
| 13   | Hamady N'Diaye  | C     | 12 gennaio 1987   | 2,13 m  | free agent                            |
| 14   | Gorgui Dieng    | C     | 18 gennaio 1990   | 2,11 m  | Minnesota Timberwolves                |
| 15   | Pape Badji      | AG    | 4 aprile 1992     | 2,06 m  | Union Neuchâtel                       |

Allenatore  Cheikh Sarr
Assistenti  Raoul Toupane

## Gruppo C

### Stati Uniti d'America

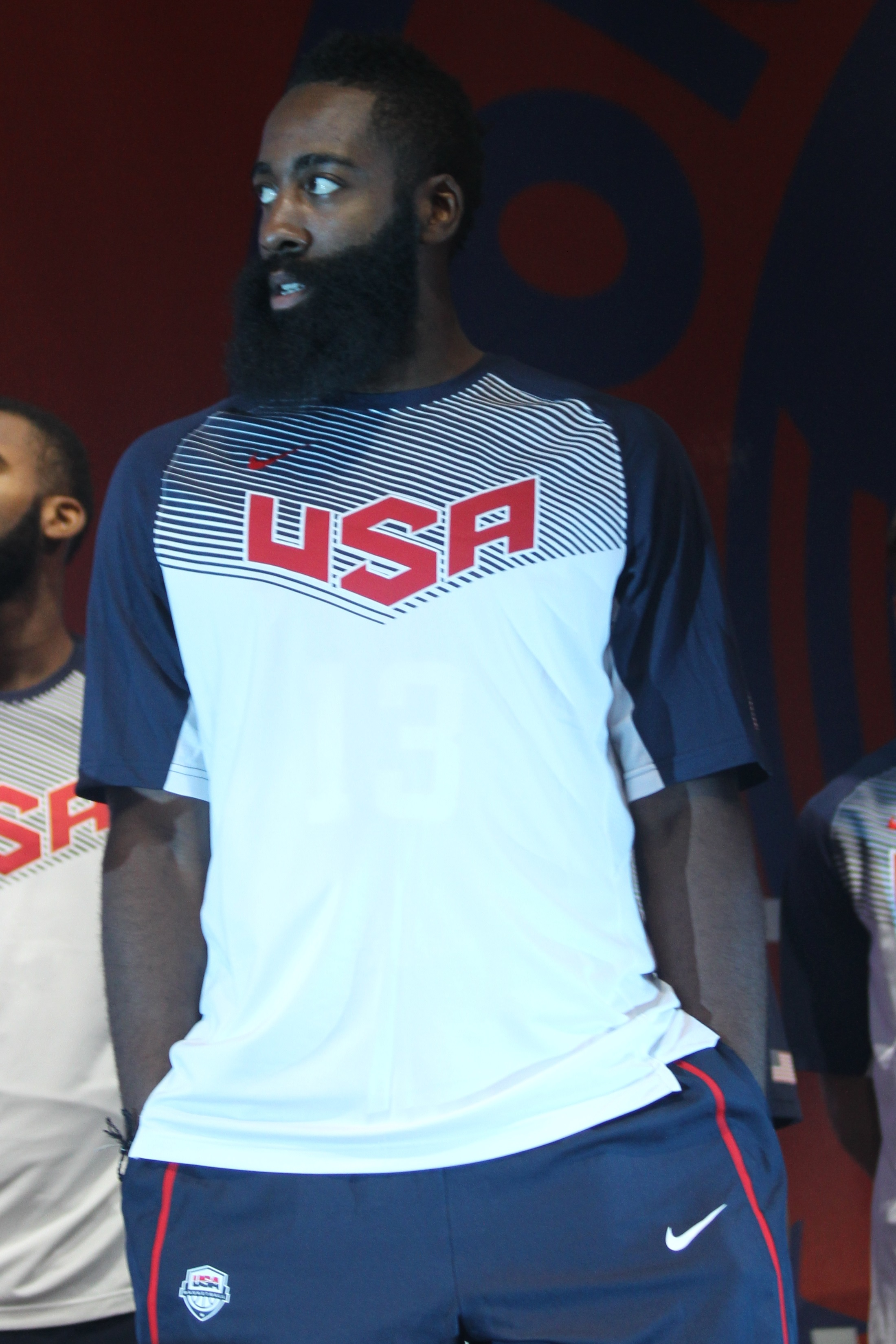
James Harden

Convocazioni:
| Num. | Giocatore        | Ruolo | Data di nascita  | Altezza | Club d'appartenenza al 30 agosto 2014 |
| ---- | ---------------- | ----- | ---------------- | ------- | ------------------------------------- |
| 4    | Stephen Curry    | G     | 14 marzo 1988    | 1,90 m  | Golden State Warriors                 |
| 5    | Klay Thompson    | G     | 8 febbraio 1990  | 2,00 m  | Golden State Warriors                 |
| 6    | Derrick Rose     | P     | 4 ottobre 1988   | 1,90 m  | Chicago Bulls                         |
| 7    | Kenneth Faried   | AG    | 19 novembre 1989 | 2,03 m  | Denver Nuggets                        |
| 8    | Rudy Gay         | AG    | 17 agosto 1986   | 2,03 m  | Sacramento Kings                      |
| 9    | DeMar DeRozan    | AP    | 7 agosto 1989    | 2,01 m  | Toronto Raptors                       |
| 10   | Kyrie Irving     | P     | 23 marzo 1992    | 1,90 m  | Cleveland Cavaliers                   |
| 11   | Mason Plumlee    | AG    | 5 marzo 1990     | 2,11 m  | Brooklyn Nets                         |
| 12   | DeMarcus Cousins | C     | 13 agosto 1990   | 2,10 m  | Sacramento Kings                      |
| 13   | James Harden     | AP    | 26 agosto 1989   | 1,95 m  | Houston Rockets                       |
| 14   | Anthony Davis    | C     | 11 marzo 1993    | 2,08 m  | New Orleans Pelicans                  |
| 15   | Andre Drummond   | C     | 10 agosto 1993   | 2,08 m  | Detroit Pistons                       |

Allenatore  Mike Krzyzewski
Assistenti  Jim Boeheim,  Tom Thibodeau,  Monty Williams

### Finlandia

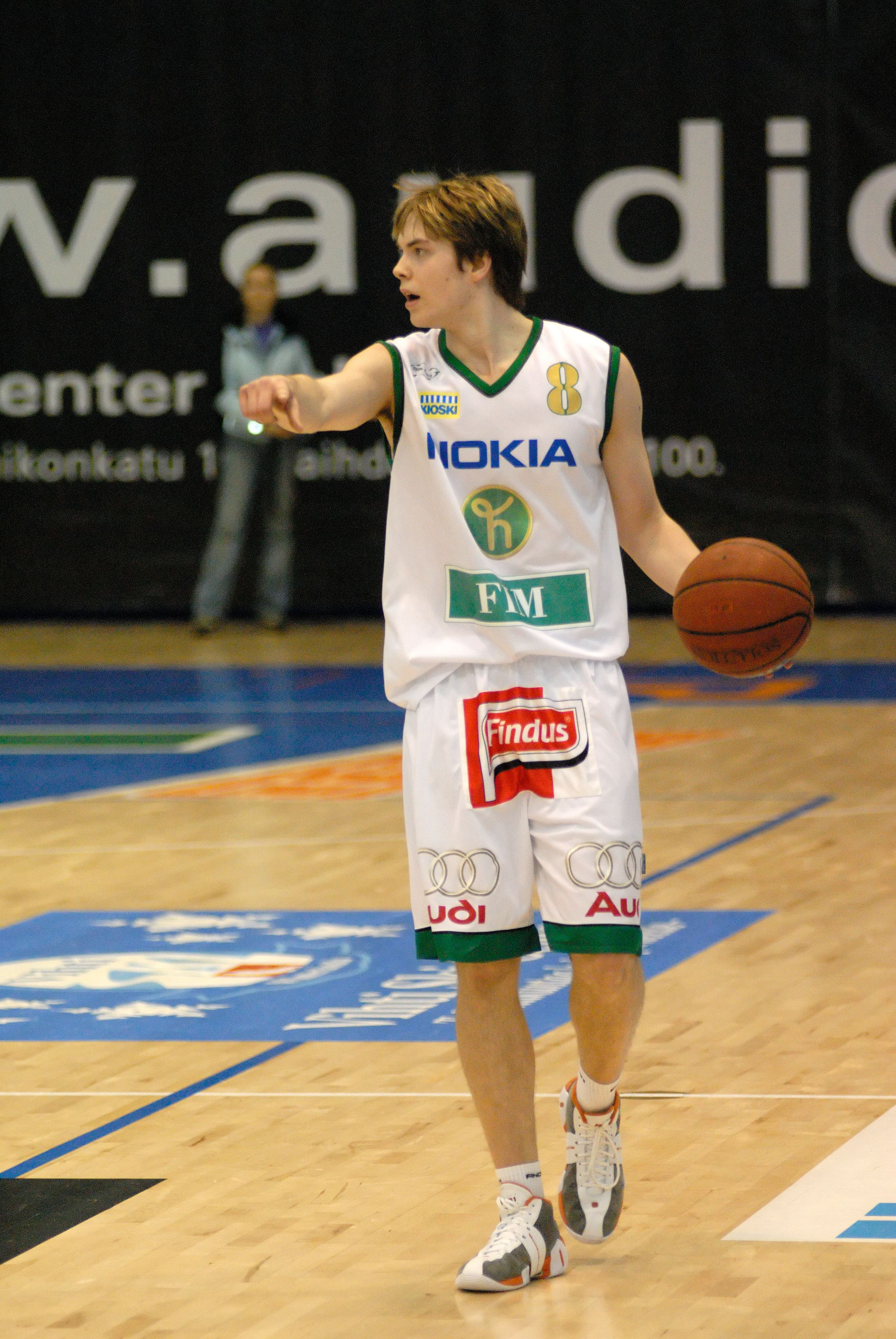
Petteri Koponen

Convocazioni:
| Num. | Giocatore       | Ruolo | Data di nascita  | Altezza | Club d'appartenenza al 30 agosto 2014 |
| ---- | --------------- | ----- | ---------------- | ------- | ------------------------------------- |
| 4    | Mikko Koivisto  | G     | 18 aprile 1987   | 1,94 m  | Royal Halı Gaziantep                  |
| 5    | Erik Murphy     | AG    | 26 ottobre 1990  | 2,08 m  | Cleveland Cavaliers                   |
| 6    | Kimmo Muurinen  | A     | 23 febbraio 1981 | 2,02 m  | Espoon Honka                          |
| 7    | Shawn Huff      | AP    | 5 maggio 1984    | 1,98 m  | EnBW Ludwigsburg                      |
| 8    | Gerald Lee      | C     | 23 novembre 1987 | 2,08 m  | Asesoft Ploiești                      |
| 9    | Sasu Salin      | G     | 11 giugno 1991   | 1,91 m  | Union Olimpija                        |
| 10   | Tuukka Kotti    | C     | 18 marzo 1981    | 2,05 m  | Konkarit Loimaa Bisons                |
| 11   | Petteri Koponen | P     | 13 aprile 1988   | 1,94 m  | Chimki                                |
| 12   | Matti Nuutinen  | A     | 6 maggio 1990    | 2,00 m  | Konkarit Loimaa Bisons                |
| 13   | Hanno Möttölä   | AG    | 9 settembre 1976 | 2,09 m  | free agent                            |
| 14   | Antero Lehto    | G     | 2 aprile 1984    | 1,85 m  | Tampereen Pyrintö                     |
| 15   | Teemu Rannikko  | P     | 9 settembre 1980 | 1,89 m  | Joensuun Kataja                       |

Allenatore  Henrik Dettmann
Assistenti  Pekka Salminen,  Jukka Toijala

### Nuova Zelanda

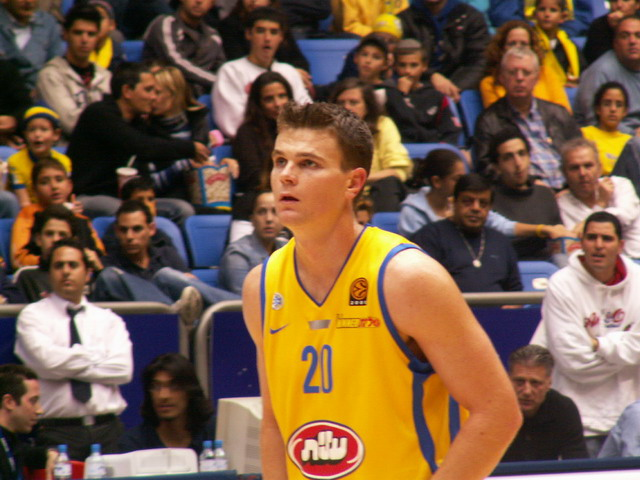
Kirk Penney

Convocazioni:
| Num. | Giocatore          | Ruolo | Data di nascita   | Altezza | Club d'appartenenza al 30 agosto 2014 |
| ---- | ------------------ | ----- | ----------------- | ------- | ------------------------------------- |
| 4    | Lindsay Tait       | G     | 8 gennaio 1982    | 1,90 m  | Wellington Saints                     |
| 5    | Everard Bartlett   | G     | 6 febbraio 1986   | 1,91 m  | Hawke's Bay Hawks                     |
| 6    | Kirk Penney        | G     | 23 novembre 1980  | 1,96 m  | Trabzonspor                           |
| 7    | Mika Vukona        | A     | 13 maggio 1982    | 1,86 m  | New Zealand Breakers                  |
| 8    | Jarrod Kenny       | G     | 17 settembre 1985 | 1,86 m  | New Zealand Breakers                  |
| 9    | Corey Webster      | G     | 29 novembre 1988  | 1,85 m  | New Zealand Breakers                  |
| 10   | Thomas Abercrombie | A     | 5 luglio 1987     | 1,98 m  | New Zealand Breakers                  |
| 11   | B.J. Anthony       | A     | 20 luglio 1988    | 1,98 m  | Adelaide 36ers                        |
| 12   | Isaac Fotu         | A     | 18 dicembre 1993  | 2,03 m  | University of Hawaii                  |
| 13   | Casey Frank        | A     | 23 ottobre 1977   | 2,03 m  | Waikato Pistons                       |
| 14   | Rob Loe            | A     | 5 luglio 1991     | 2,10 m  | Saint Louis University                |
| 15   | Tai Webster        | G     | 29 maggio 1995    | 1,93 m  | University of Nebraska-Lincoln        |

Allenatore  Nenad Vučinić
Assistenti  Pero Cameron,  Paul Henare

### Repubblica Dominicana

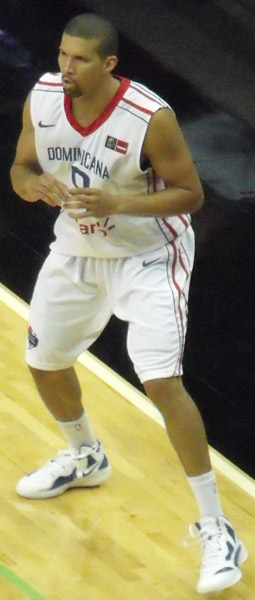
Francisco García

Convocazioni:
| Num. | Giocatore        | Ruolo | Data di nascita  | Altezza | Club d'appartenenza al 30 agosto 2014 |
| ---- | ---------------- | ----- | ---------------- | ------- | ------------------------------------- |
| 4    | Édgar Sosa       | P     | 15 gennaio 1988  | 1,85 m  | Banco di Sardegna Dinamo Sassari      |
| 5    | Manuel Fortuna   | S     | 23 marzo 1985    | 1,88 m  | Leones de Santo Domingo               |
| 6    | Juan Coronado    | P     | 25 agosto 1983   | 1,85 m  | Reales de La Vega                     |
| 7    | Víctor Liz       | G     | 12 maggio 1986   | 1,83 m  | Metros de Santiago                    |
| 8    | Edward Santana   | AG    | 20 aprile 1980   | 2,03 m  | Cañeros de La Romana                  |
| 9    | Francisco García | AP    | 31 dicembre 1980 | 2,00 m  | Houston Rockets                       |
| 10   | James Feldeine   | G     | 26 giugno 1988   | 1,93 m  | Pallacanestro Cantù                   |
| 11   | Eloy Vargas      | C     | 30 dicembre 1988 | 2,11 m  | Metros de Santiago                    |
| 12   | Orlando Sánchez  | A     | 26 maggio 1988   | 2,06 m  | St. John's University                 |
| 13   | Eulis Báez       | A     | 18 marzo 1982    | 1,98 m  | Herbalife Gran Canaria                |
| 14   | Ronald Ramón     | P     | 14 gennaio 1986  | 1,83 m  | Winner Limeira                        |
| 15   | Jack Martínez    | AG    | 12 ottobre 1981  | 2,03 m  | Trotamundos de Carabobo               |

Allenatore  Orlando Antigua
Assistenti  Bill Bayno,  Ron Sánchez

### Turchia

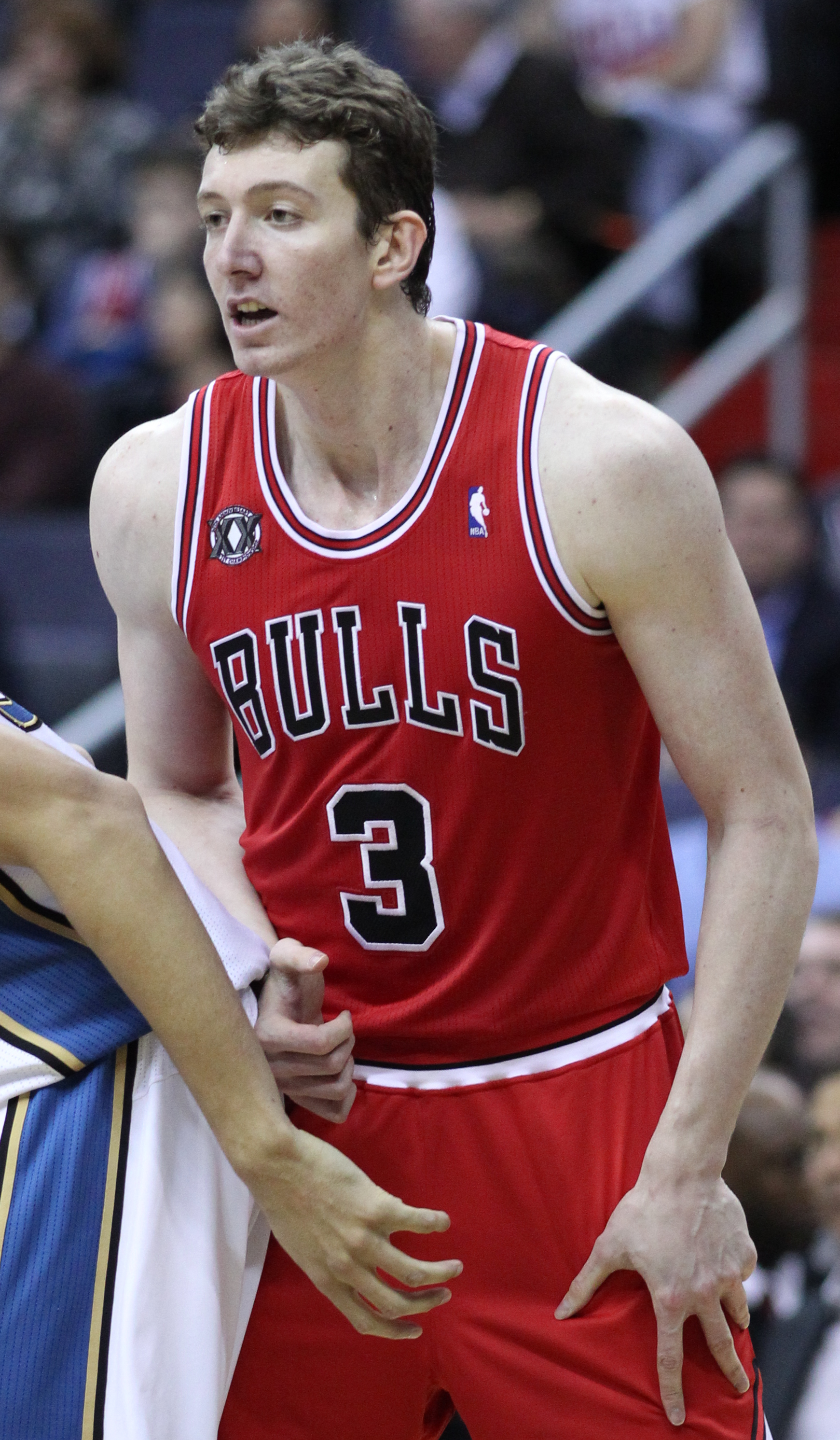
Ömer Aşık

Convocazioni:
| Num. | Giocatore      | Ruolo | Data di nascita  | Altezza | Club d'appartenenza al 30 agosto 2014 |
| ---- | -------------- | ----- | ---------------- | ------- | ------------------------------------- |
| 4    | Cedi Osman     | AP    | 8 aprile 1995    | 2,00 m  | Anadolu Efes                          |
| 5    | Sinan Güler    | G     | 8 novembre 1983  | 1,92 m  | Galatasaray Liv Hospital              |
| 6    | Barış Ermiş    | P     | 3 gennaio 1985   | 1,94 m  | Türk Telekom                          |
| 7    | Cenk Akyol     | AP    | 16 aprile 1987   | 1,98 m  | Anadolu Efes                          |
| 8    | Barış Hersek   | AG    | 26 marzo 1988    | 2,08 m  | Pınar Karşıyaka                       |
| 9    | Emir Preldžič  | G     | 6 settembre 1987 | 2,05 m  | Fenerbahçe Ülker                      |
| 10   | Kerem Tunçeri  | P     | 14 aprile 1979   | 1,88 m  | Beşiktaş                              |
| 11   | Oğuz Savaş     | C     | 13 aprile 1988   | 2,11 m  | Fenerbahçe Ülker                      |
| 12   | Kerem Gönlüm   | AG    | 22 novembre 1977 | 2,09 m  | Galatasaray Liv Hospital              |
| 13   | Ender Arslan   | P     | 13 gennaio 1983  | 1,85 m  | Galatasaray Liv Hospital              |
| 14   | Ömer Aşık      | C     | 4 luglio 1986    | 2,13 m  | New Orleans Pelicans                  |
| 15   | Furkan Aldemir | C     | 9 agosto 1991    | 2,07 m  | Galatasaray Liv Hospital              |

Allenatore  Ergin Ataman
Assistenti  Ufuk Sarıca,  Fikret Yakup Sekizkok

### Ucraina

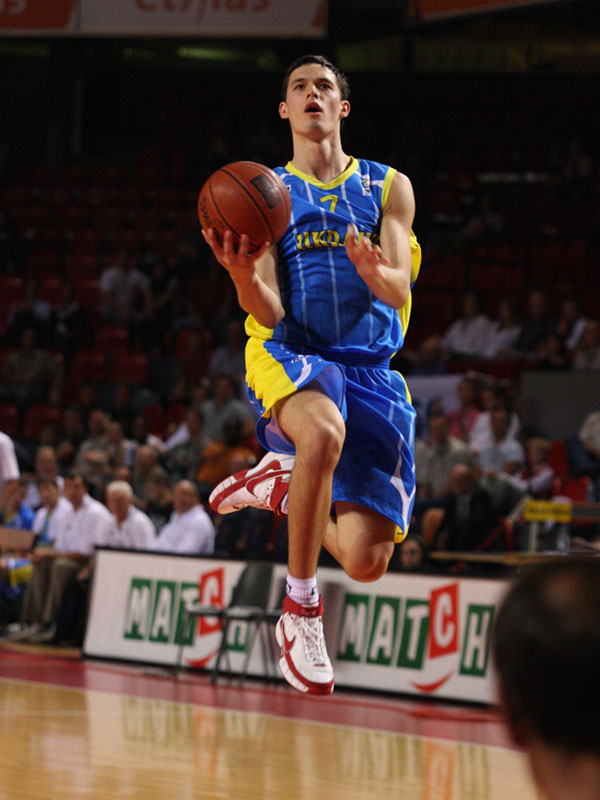
Serhij Hladyr.

Convocazioni:
| Num. | Giocatore             | Ruolo | Data di nascita  | Altezza | Club d'appartenenza al 30 agosto 2014 |
| ---- | --------------------- | ----- | ---------------- | ------- | ------------------------------------- |
| 4    | Maksym Pustozvonov    | A     | 16 aprile 1987   | 2,00 m  | Budivelnyk Kiev                       |
| 5    | Pooh Jeter            | P     | 2 dicembre 1983  | 1,80 m  | Shandong Lions                        |
| 6    | Oleksandr Mišula      | P     | 18 aprile 1992   | 1,88 m  | Dnipro Dnipropetrovs'k                |
| 7    | Svjatoslav Mychajljuk | G     | 10 giugno 1997   | 1,99 m  | University of Kansas                  |
| 8    | Serhij Hladyr         | G     | 17 ottobre 1988  | 1,99 m  | SLUC Nancy                            |
| 9    | Oleksandr Lypovyj     | G     | 9 ottobre 1991   | 1,94 m  | free agent                            |
| 10   | Kyrylo Natjažko       | C     | 30 novembre 1990 | 2,07 m  | Lietuvos rytas Vilnius                |
| 11   | Dmytro Zabirčenko     | SG    | 15 giugno 1984   | 1,91 m  | Budivelnyk Kiev                       |
| 12   | Maksym Kornijenko     | PF    | 26 giugno 1987   | 2,07 m  | Chimik Južnyj                         |
| 13   | Ihor Zajcev           | PF    | 11 maggio 1989   | 2,10 m  | Chimik Južnyj                         |
| 14   | Artem Pustovyj        | C     | 25 giugno 1992   | 2,16 m  | Chimik Južnyj                         |
| 15   | V"jačeslav Kravcov    | C     | 25 agosto 1987   | 2,10 m  | free agent                            |

Allenatore  Mike Fratello
Assistenti  Bob Hill,  Denys Zhuravlov

## Gruppo D

### Angola
Convocazioni
| Num. | Giocatore           | Ruolo | Data di nascita  | Altezza | Club d'appartenenza al 30 agosto 2014 |
| ---- | ------------------- | ----- | ---------------- | ------- | ------------------------------------- |
| 4    | Olímpio Cipriano    | P     | 9 aprile 1982    | 1,93 m  | Recreativo do Libolo                  |
| 5    | Armando Costa       | G     | 3 giugno 1983    | 1,91 m  | Primero de Agosto                     |
| 6    | Roberto Fortes      | P     | 9 novembre 1984  | 1,93 m  | Petro Atlético                        |
| 7    | Edson Ndoniema      | P     | 11 febbraio 1991 | 1,93 m  | Petro Atlético                        |
| 8    | Hermenegildo Santos | G     | 16 giugno 1990   | 1,89 m  | Primero de Agosto                     |
| 9    | Vander Joaquim      | C     | 15 aprile 1990   | 2,09 m  | Petro Atlético                        |
| 10   | Joaquim Gomes       | AG    | 23 dicembre 1980 | 2,02 m  | Primero de Agosto                     |
| 11   | Reggie Moore        | AG    | 31 marzo 1981    | 2,00 m  | Primero de Agosto                     |
| 12   | Yanick Moreira      | C     | 31 luglio 1991   | 2,11 m  | Southern Methodist University         |
| 13   | Islando Manuel      | A     | 7 gennaio 1991   | 1,95 m  | Primero de Agosto                     |
| 14   | Milton Barros       | G     | 21 giugno 1984   | 1,83 m  | Interclube Luanda                     |
| 15   | Eduardo Mingas      | AG    | 29 gennaio 1979  | 1,98 m  | Recreativo do Libolo                  |

Allenatore  Paulo Macedo
Assistenti  Jaime Covilhã,  Walter Costa

### Australia
Convocazioni:
| Num. | Giocatore           | Ruolo | Data di nascita  | Altezza | Club d'appartenenza al 30 agosto 2014 |
| ---- | ------------------- | ----- | ---------------- | ------- | ------------------------------------- |
| 4    | Chris Goulding      | G     | 24 ottobre 1988  | 1,92 m  | CAI Zaragoza                          |
| 5    | Ryan Broekhoff      | G     | 23 agosto 1990   | 2,01 m  | Beşiktaş                              |
| 6    | Adam Gibson         | G     | 30 ottobre 1986  | 1,90 m  | Adelaide 36ers                        |
| 7    | Joe Ingles          | G     | 2 ottobre 1987   | 2,03 m  | free agent                            |
| 8    | Brad Newley         | G     | 18 febbraio 1985 | 1,99 m  | CB Herbalife Gran Canaria             |
| 9    | Matthew Dellavedova | G     | 8 settembre 1990 | 1,93 m  | Cleveland Cavaliers                   |
| 10   | Cameron Bairstow    | A     | 7 dicembre 1990  | 2,06 m  | Chicago Bulls                         |
| 11   | Danté Exum          | G     | 13 luglio 1995   | 1,96 m  | Utah Jazz                             |
| 12   | Aron Baynes         | A     | 9 dicembre 1986  | 2,08 m  | free agent                            |
| 13   | David Andersen      | A     | 23 giugno 1980   | 2,13 m  | free agent                            |
| 14   | Brock Motum         | A     | 16 ottobre 1990  | 2,08 m  | Utah Jazz                             |
| 15   | Nathan Jawai        | C     | 10 ottobre 1986  | 2,08 m  | Galatasaray Liv Hospital              |

Allenatore  Andrej Lemanis
Assistenti  Trevor Gleeson,  Luc Longley

### Corea del Sud
Convocazioni:
| Num. | Giocatore       | Ruolo | Data di nascita   | Altezza | Club d'appartenenza al 30 agosto 2014 |
| ---- | --------------- | ----- | ----------------- | ------- | ------------------------------------- |
| 4    | Mun Tae-jong    | A     | 1º dicembre 1975  | 1,98 m  | Changwon LG Sakers                    |
| 5    | Park Chan-hui   | G     | 17 aprile 1987    | 1,90 m  | Anyang KGC                            |
| 6    | Yang Dong-geun  | G     | 14 settembre 1981 | 1,81 m  | Ulsan Mobis Phoebus                   |
| 7    | Kim Tae-sul     | G     | 13 agosto 1984    | 1,80 m  | Jeonju KCC Egis                       |
| 8    | Lee Jong-hyeon  | C     | 5 febbraio 1994   | 2,06 m  | Korea University                      |
| 9    | Kim Seon-hyeong | G     | 1º luglio 1988    | 1,87 m  | Seul SK Knights                       |
| 10   | Jo Seong-min    | G     | 23 dicembre 1983  | 1,89 m  | Busan KT Sonicboom                    |
| 11   | Yang Hui-jong   | A     | 11 maggio 1984    | 1,94 m  | Anyang KGC                            |
| 12   | Kim Ju-seong    | C     | 9 novembre 1979   | 2,05 m  | Wonju Dongbu Promy                    |
| 13   | Heo Il-yeong    | A     | 5 agosto 1985     | 1,95 m  | Goyang Orions                         |
| 14   | O Se-geun       | C     | 20 maggio 1987    | 2,00 m  | Korea Armed Forces Athletic Corps     |
| 15   | Kim Jong-gyu    | C     | 3 luglio 1991     | 2,07 m  | Changwon LG Sakers                    |

Allenatore  Yu Jae-hak
Assistenti  Lee Hun-jae,  Lee Sang-beom

### Lituania
Convocazioni:
| Num. | Giocatore            | Ruolo | Data di nascita   | Altezza | Club d'appartenenza al 30 agosto 2014 |
| ---- | -------------------- | ----- | ----------------- | ------- | ------------------------------------- |
| 4    | Martynas Pocius      | G     | 28 aprile 1986    | 1,96 m  | Galatasaray Liv Hospital              |
| 5    | Adas Juškevičius     | P     | 3 gennaio 1989    | 1,94 m  | Lietuvos rytas Vilnius                |
| 6    | Mindaugas Kuzminskas | AP    | 19 ottobre 1989   | 2,04 m  | Unicaja Málaga                        |
| 7    | Darjuš Lavrinovič    | C     | 11 novembre 1979  | 2,12 m  | Grissin Bon Reggio Emilia             |
| 8    | Jonas Mačiulis       | C     | 10 febbraio 1985  | 1,98 m  | Real Madrid                           |
| 9    | Renaldas Seibutis    | G     | 23 luglio 1985    | 1,96 m  | Darüşşafaka                           |
| 10   | Simas Jasaitis       | AP    | 26 marzo 1982     | 2,01 m  | free agent                            |
| 11   | Donatas Motiejūnas   | AG    | 20 settembre 1990 | 2,13 m  | Houston Rockets                       |
| 12   | Kšyštof Lavrinovič   | AG    | 11 novembre 1979  | 2,10 m  | Valencia                              |
| 13   | Paulius Jankūnas     | AG    | 29 aprile 1984    | 2,05 m  | Žalgiris Kaunas                       |
| 14   | Jonas Valančiūnas    | C     | 6 maggio 1992     | 2,11 m  | Toronto Raptors                       |
| 15   | Šarūnas Vasiliauskas | P     | 27 marzo 1989     | 1,88 m  | Trefl Sopot                           |

Allenatore  Jonas Kazlauskas
Assistenti  Gintaras Krapikas,  Darius Maskoliūnas

### Messico

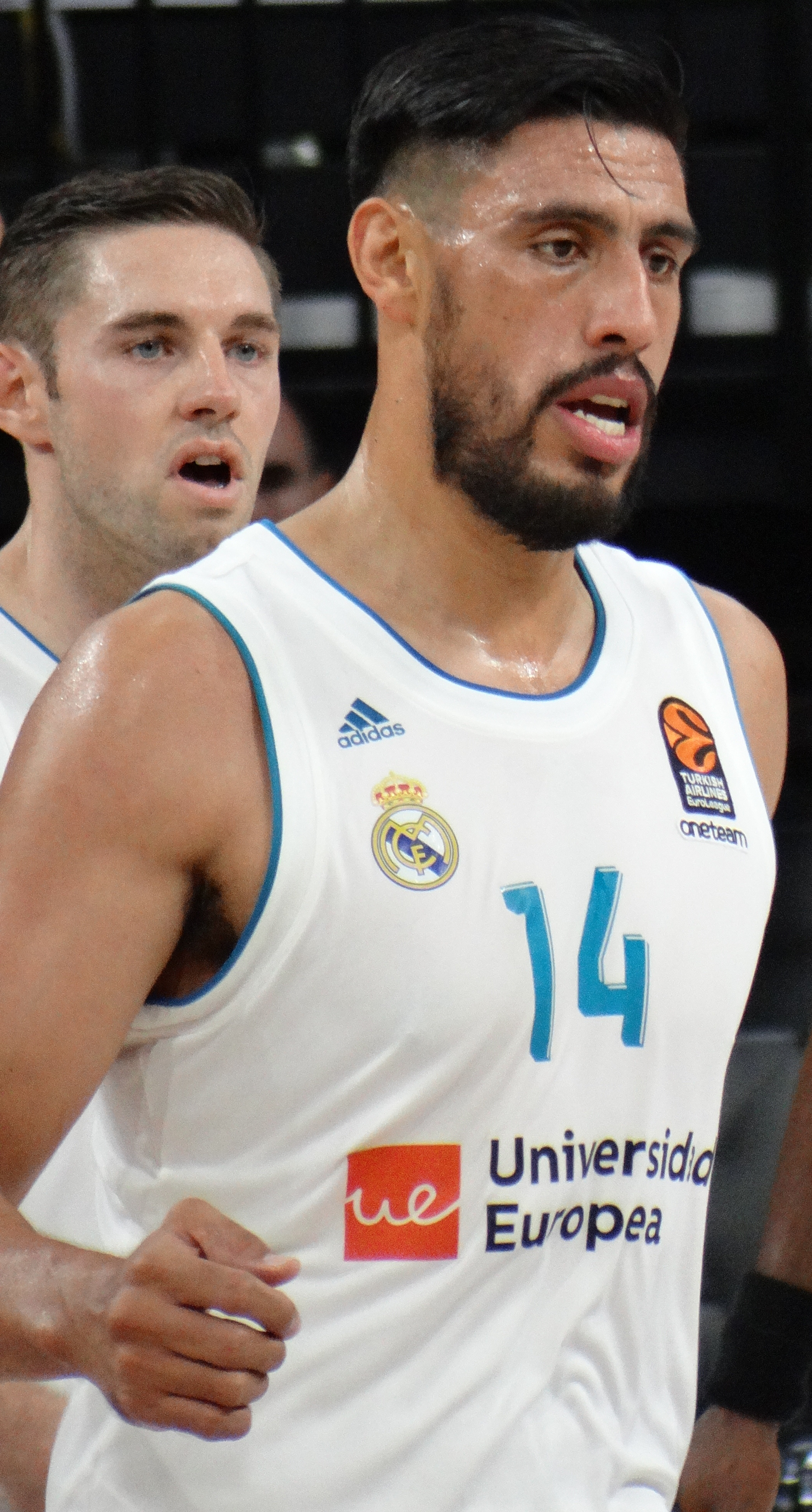
Gustavo Ayón.

Convocazioni:
| Num. | Giocatore             | Ruolo | Data di nascita  | Altezza | Club d'appartenenza al 30 agosto 2014 |
| ---- | --------------------- | ----- | ---------------- | ------- | ------------------------------------- |
| 4    | Paul Stoll            | P     | 14 dicembre 1985 | 1,80 m  | Trabzonspor                           |
| 5    | Marco Ramos           | AG    | 26 febbraio 1987 | 1,98 m  | Halcones Rojos Veracruz               |
| 6    | Roman Martínez        | G     | 5 marzo 1988     | 2,01 m  | Soles de Mexicali                     |
| 7    | Jorge Gutiérrez       | P     | 27 dicembre 1988 | 1,90 m  | Brooklyn Nets                         |
| 8    | Gustavo Ayón          | C     | 1º aprile 1985   | 2,06 m  | Atlanta Hawks                         |
| 9    | Francisco Cruz        | G     | 3 ottobre 1989   | 2,02 m  | Halcones Rojos Veracruz               |
| 10   | Israel Gutiérrez      | C     | 15 gennaio 1993  | 2,06 m  | Halcones Rojos Veracruz               |
| 11   | Pedro Meza            | P     | 15 ottobre 1985  | 1,86 m  | Halcones Xalapa                       |
| 12   | Héctor Hernández      | AG    | 15 giugno 1985   | 2,04 m  | Atléticos de San Germán               |
| 13   | Orlando Méndez-Valdez | G     | 29 aprile 1986   | 1,83 m  | Halcones Xalapa                       |
| 14   | Adrián Zamora         | AG    | 28 ottobre 1986  | 2,00 m  | Halcones Rojos Veracruz               |
| 15   | Adam Parada           | C     | 21 ottobre 1981  | 2,08 m  | Halcones Xalapa                       |

Allenatore  Sergio Valdeolmillos
Assistenti  Javier Ceniceros,  Ramón Díaz

### Slovenia

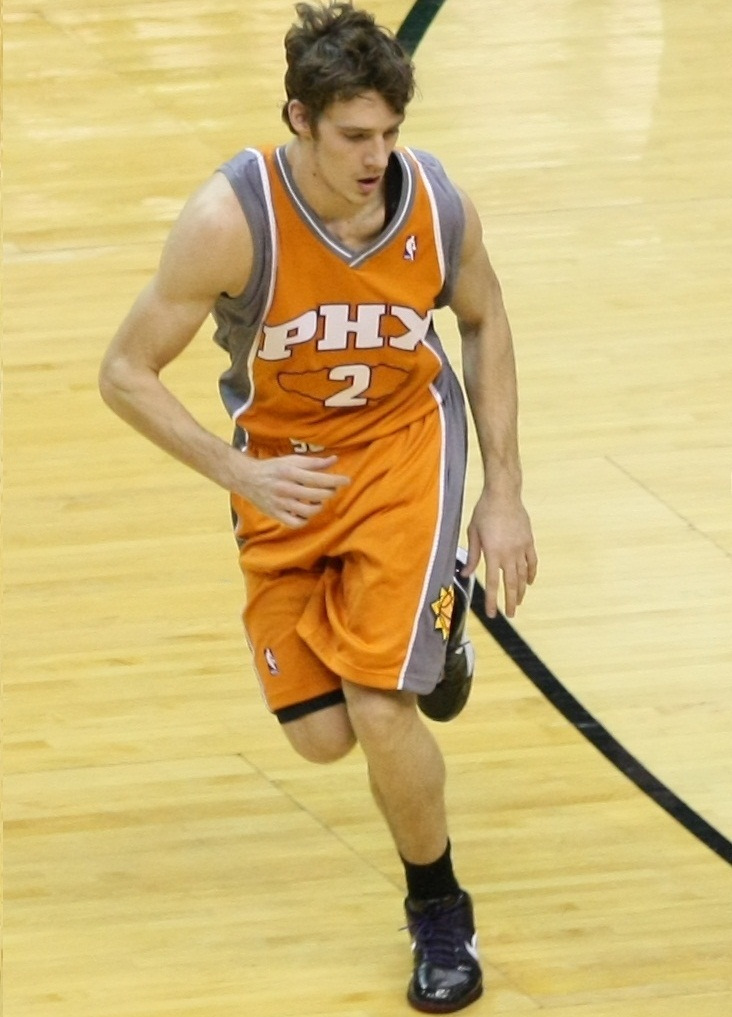
Goran Dragić nel 2010

Convocazioni:
| Num. | Giocatore       | Ruolo | Data di nascita   | Altezza | Club d'appartenenza al 30 agosto 2014 |
| ---- | --------------- | ----- | ----------------- | ------- | ------------------------------------- |
| 4    | Jure Balažič    | A     | 12 settembre 1980 | 2,04 m  | Tofaş Bursa                           |
| 5    | Uroš Slokar     | A     | 14 maggio 1983    | 2,10 m  | Estudiantes Madrid                    |
| 6    | Aleksej Nikolić | G     | 21 febbraio 1995  | 1,91 m  | Spars Sarajevo                        |
| 7    | Klemen Prepelič | G     | 20 ottobre 1992   | 1,91 m  | Bandırma Banvit                       |
| 8    | Edo Murić       | A     | 27 novembre 1991  | 2,03 m  | free agent                            |
| 9    | Jaka Blažič     | G     | 30 giugno 1990    | 1,96 m  | Stella Rossa Belgrado                 |
| 10   | Miha Zupan      | A     | 13 settembre 1982 | 2,05 m  | Uşak Sportif                          |
| 11   | Goran Dragić    | G     | 6 maggio 1986     | 1,91 m  | Phoenix Suns                          |
| 12   | Zoran Dragić    | G     | 22 giugno 1989    | 1,96 m  | Unicaja Málaga                        |
| 13   | Domen Lorbek    | G     | 6 marzo 1985      | 1,98 m  | Royal Halı Gaziantep                  |
| 14   | Jaka Klobučar   | G     | 22 giugno 1989    | 1,96 m  | ratiopharm Ulm                        |
| 15   | Alen Omić       | C     | 6 maggio 1992     | 2,15 m  | Union Olimpija                        |

Allenatore  Jure Zdovc
Assistenti  Chris Thomas,  Stefanos Dedas